# Pagoda Daqin
Pagoda Daqin (chiń. 大秦塔) – znajduje się w wiosce Tayu (塔峪村) nieopodal miasteczka Louguan (楼观镇) w prowincji Shaanxi, dwa kilometry od świątyni Louguantai (楼观台), ważnego sanktuarium taoizmu. Uważa się ją za najstarszą zachowaną budowlę chrześcijańską w Chinach. Została wzniesiona w 640 roku przez wyznawców Asyryjskiego Kościoła Wschodu, czyli nestorian. Nazwa Daqin pochodzi od chińskiego określenia terenów Cesarstwa rzymskiego lub Persji, pojawiającego się w chińskich dokumentach z I i II wieku. Mianem Daqin określano również misje chrześcijańskie przybywające do Chin.

## Historia
Uważa się, że w pobliżu pagody musiały się dawniej mieścić inne zabudowania, być może cały chrześcijański klasztor. Sam fakt wzniesienia świątyni obcej religii nieopodal ważnego taoistycznego sanktuarium poświęconego Laozi wiele mówi o tolerancji religijnej w tangowskich Chinach. Za potomków Laozi (identyfikowanego jako Li Dan) uważali się bowiem władcy panującej rodziny Li. 
Trudny moment dla pagody i chińskich chrześcijan nadszedł w okresie po rządach cesarzowej Wu Zetian, która próbowała podważyć rolę taoizmu i wynieść buddyzm. Spowodowało to ostrą reakcję wpływowego taoistycznego kleru, której ofiarą padł buddyzm, a także inne obce wyznania. Prześladowania chrześcijan, jakie miały miejsce w Chinach około 845 roku, sprawiły, iż świątynia została opuszczona. Znacznie później, bo w XIV wieku stała się świątynią buddyjską. Trzęsienie ziemi w 1556 roku doprowadziło do częściowego uszkodzenia pagody, między innymi zasypania jej podziemnej części i zniszczenia schodów prowadzących na wyższe poziomy. Świątynia została opuszczona przez buddystów. W 1999 roku brytyjski uczony Martin Palmer zbadał pagodę, której pilnowała sędziwa mniszka buddyjska. Na górnej kondygnacji odkrył rzeźbę przedstawiającą narodziny Chrystusa, dowód na ponad 1300-letnią historię chrześcijaństwa w Chinach.

## Pagoda dzisiaj
Zwiedzającym udostępniono najniższe piętro pagody, na którym mieści się buddyjska kaplica nadzorowana przez jednego mnicha. Na pierwszym piętrze zachowała się rzeźba narodzin Chrystusa, a na drugim figura identyfikowana jako Jonasz u bram Niniwy. W pobliskim pawilonie wystawiono eksponaty znalezione w pobliżu pagody i związane z religiami wschodu: taoizmem i buddyzmem. W pobliżu pagody ustawiono również kopię steli z Xi’anu.
Pagodzie Daqin i chrześcijaństwu w Chinach poświęcony był jeden z odcinków historycznej serii BBC "A History of Christianity".